# Сундараджан, Санти
Санти Сундараджа́н или Шанти Сундараджан (там. சாந்தி சௌந்திரராஜன், род. 17 апреля 1981 года) — индийская легкоатлетка. Она завоевала 12 международных медалей для Индии и около 50 медалей для своего родного штата Тамилнад. Санти Сундараджан — первая тамильская женщина, получившая медаль на Азиатских играх. Участвовала в соревнованиях на средней дистанции. На Азиатских играх 2006 года получила серебряную медаль, но была лишена её после провала теста на определение пола из-за того, что у нее синдром нечувствительности к андрогенам.

## Ранняя жизнь и карьера
Санти родилась в 1981 году в деревне Катхаккуричи в округе Пудуккоттай штата Тамилнад и выросла в бедной семье, в хижине размером 20 на 5 футов без туалета, воды и электричества, находившейся через дорогу от нового дома, в котором она живет сейчас. Она — старшая из пяти детей в семье каменщиков. В детстве часто сталкивалась с недоеданием. Её семья не могла позволить себе телевизор и смотрела соревнования дочери в Дохе в доме соседа. Её отцу и матери пришлось поехать в другой город, чтобы работать на кирпичном заводе, где они зарабатывали 4 доллара в неделю. Пока их не было, Санти заботилась о своих четырех братьях и сестрах. Когда ей было 13 лет, её дед, бегун, научил её бегать по грязи возле хижины и купил ей пару ботинок.
На своем первом соревновании, в восьмом классе, Санти выиграла кубок; позднее она выиграла ещё 13 соревнований между школами, чем привлекла внимание спортивного тренера из соседней средней школы. Школа оплачивала её обучение и давала форму и горячие обеды; тогда Санти впервые стала есть три раза в день.
После окончания школы Санти получила стипендию в художественном колледже в Пудуккоттае, ближайшем городе, а в следующем году её перевели в колледж в Ченнаи, который находился в семи часах езды. В 2005 году она приняла участие в чемпионате Азии по лёгкой атлетике в Южной Корее, где завоевала серебряную медаль. В 2006 году она была выбрана, чтобы представлять Индию на Азиатских играх (под управлением Олимпийского совета Азии). На дистанции 800 метров Санти взяла серебро, опередив Викторию Яловцеву из Казахстана на 0,03 секунды. Эта победа привела к тому, что Санти оказалась втянутой в продолжающиеся споры о том, что даёт спортсменке право участвовать в соревнованиях среди женщин.
В 2004 году министр Тамилнада, Джаялилита, наградила Санти суммой 1 лакх рупий.
Санти удерживает национальный рекорд для женщин в беге с препятствиями на 3000 метров (10: 44,65 секунды). На национальной встрече в Бангалоре в июле 2005 года она выиграла забеги на 800, 1500 и 3000 метров. Выиграла серебряную медаль в беге на 800 метров на чемпионате Азии 2005 года в Инчхоне, Южная Корея.

## Спор Азиатских игр
Санти выиграла серебряную медаль в беге на 800 метров среди женщин на Азиатских играх 2006 года, проходивших в Дохе, Катар, показав время 2 минуты 3,16 секунды. Однако вскоре после этого она прошла тест на определение пола, и результаты показали, что Санти «не обладает половыми характеристиками женщины». Хотя такие гендерные тесты не являются обязательными для участников, Международная ассоциация федераций лёгкой атлетики может потребовать, чтобы спортсменки в любое время  проходили обследование у гинеколога, генетика, эндокринолога, психолога и других специалистов. Первоначально в отчётах предполагалось, что то, что она росла в бедном сельском районе, могло быть одним из факторов, повлиявших на результаты теста. В видео-петиции 2016 года Санти Сундараджан сообщила, что ей сказали, что у неё синдром нечувствительности к андрогенам.
По словам Санти, через пять дней после выхода новости ей позвонил Лалит Бханот, бывший секретарь Индийской олимпийской ассоциации. Бханот сказал Санти, что она больше не может заниматься спортом. Когда она спросила, почему, ей сказали: «Это было подтверждено, Санти не может соревноваться в спорте». Вскоре после оглашения результатов теста на определение пола она была лишена серебряной медали.
Санти вернулась в свою деревню и быстро впала в депрессию. Несколько месяцев спустя она пыталась покончить с собой, приняв яд, используемый ветеринарами. Подруга нашла её с неконтролируемой рвотой и отвезла в больницу.

## Дальнейшая жизнь
Несмотря на то, что Санти не прошла гендерный тест, в январе 2007 года главный министр Тамилнаду Карунанидхи наградил её телевизором и денежным призом в размере 1,5 миллиона рупий за её достижения в Дохинских играх.
Санти потратила эти деньги на организацию тренерской деятельности, открыв учебную академию в своем родном районе Пудуккоттаи, и стала временным тренером по лёгкой атлетике в региональном правительстве. Ни с одного из её учеников не взимается плата. К 2009 году в её академии было 68 учеников, и они занимали первые и третьи места в марафоне Ченнаи.
Санти заявила тамильской службе Би-би-си, что индийские власти не боролись с её делом после того, как она была лишена серебряной медали на Азиатских играх 2006 года в Дохе.

## Политика ИААФ и поддержка других спортсменов
Случай Санти был противопоставлен с делом Кастер Семени из Южной Африки, также бегуньи на средние дистанции, которая чуть не лишилась золотой медали, которую выиграла на чемпионате мира в Берлине в 2009 году, после того, как она провалила аналогичный гендерный тест. Семеня была знаменосцем своей страны на Олимпийских играх 2012 года в Лондоне. Санти поддерживала Семеню, опасаясь, что Семеня подвергнется такому же унижению, как и она.
Санти также выразила свою поддержку Дути Чанд и сказала, что Дути не должна стать жертвой. Она также выразила свое беспокойство по поводу недостаточной чувствительности к решению проблемы Дути Чанд, опасаясь, что будущее молодой спортсменки, возможно, теперь поставлено под угрозу. Санти требовала, чтобы были предприняты все меры для обеспечения возвращения 18-летней спортсменки в спорт.
После Олимпиады в Рио Кастер Семеня удивила Санти, отправив ей в Твиттере сообщение о любви, благодарности и поддержке.

## В популярной культуре
- В 2006 году Амитабх Баччан поднял вопрос о Санти Саундараджан в шоу Kaun Banega Crorepati 2.
- Персонаж Валли в тамильском фильме Ethir Neechal — дань Санти Саундараджан[24].
- В августе 2016 года Thappad, онлайн-платформа и мобильное приложение, сняли видео в рамках онлайн-кампании, в которой просят, чтобы имя Санти Сундараджан снова было включено в официальные записи, и чтобы правительство дало ей постоянную работу, чтобы восстановить её жизнь[11][25].
- Put Chutney online comedy group в рамках Culture Machine Media Pvt Ltd сняла видео на тамильском языке, чтобы объяснить жителям Тамилнада значимость борьбы Санти Сундараджан[26].